# Toussaintia
Toussaintia Boutique – rodzaj roślin z rodziny flaszowcowatych (Annonaceae Juss.). Według The Plant List w obrębie tego rodzaju znajdują się 4 gatunki. Wszystkie występują naturalnie w klimacie tropikalnym Afryki. Gatunkiem typowym jest T. congolensis Boutique.

## Morfologia
PokrójZimozielone i zdrewniałe liany.
LiścieNaprzemianległe, pojedyncze, całobrzegie.
KwiatyPromieniste, obupłciowe, pojedyncze lub zebrane w pary, rozwijają się w kątach pędów. Mają 3 wolne i niezachodzące na siebie działki kielicha. Płatków jest od 6 do 10, ułożonych w dwóch lub trzech mniej lub bardziej regularnych okółkach, są wolne, zachodzące na siebie, podobne do siebie. Kwiaty mają liczne wolne pręciki z pylnikami otwierającymi się na zewnątrz, wstawione w androgynofor o cylindrycznym kształcie. Zalążnia górna, zbudowana z licznych wolnych i siedzących owocolistków.

## Systematyka
Rodzaj ten jest prawdopodobnie jednym z najbardziej prymitywnych wśród flaszowcowatych (Annonaceae) z Afryki. Androgynofor przypomina trochę azjatyckich rodzaj kampaka (Michelia) z rodziny magnoliowatych (Magnoliaceae), choć ułożenie pręcików pozostaje charakterystyczne, a ich forma jest wyraźnie podobne od innych flaszowcowatych. Jednak działki kielicha mniej lub bardziej przypominają płatki korony, a sam układ płatków w dwóch lub trzech mniej lub bardziej regularnych okółkach jest charakterystyczny dla magnoliowatych. Po uwzględnieniu tych wszystkich cech roślinę Toussaintia uznano za rodzaj o prymitywnym pochodzeniu w obrębie flaszowcowatych. 
Pozycja według APweb (aktualizowany system APG III z 2009)Rodzaj wraz z całą rodziną flaszowcowatych w ramach rzędu magnoliowców wchodzi w skład jednej ze starszych linii rozwojowych okrytonasiennych określanych jako klad magnoliowych.
Lista gatunków
- Toussaintia congolensis Boutique
- Toussaintia hallei Le Thomas
- Toussaintia orientalis Verdc.
- Toussaintia patriciae Q. Luke & Deroin